# Major League Baseball 2008
Major League Baseball 2008 spelades mellan den 25 mars och 29 oktober 2008 och vanns av Philadelphia Phillies efter finalseger mot Tampa Bay Rays med 4-1 i matcher. Säsongen inleddes med att mästarna från 2007, Boston Red Sox, spelade mot Oakland Athletics i Tokyo Dome i Tokyo i Japan. Major League Baseball bestod säsongen 2009 av 30 lag uppdelade i två ligor, American League (14 lag) och National League (16 lag), där alla lag spelade 162 matcher vardera, med 81 matcher hemma och 81 matcher borta. Varje liga var uppdelade i tre divisioner, med fyra, fem eller sex lag i varje, där varje divisionsvinnare gick vidare till slutspel tillsammans med det i övrigt bästa laget i varje division (så kallat "wild card-lag").

## Tabeller
American League bestod av 14 lag, varav fem lag i East och Central Division och fyra lag i West Central Division, medan National League bestod av 16 lag, varav fem i East och West Division och sex lag i Central Division. Totalt 162 matcher spelades per lag, varav 81 lag hemma och 81 lag borta. Från American League gick Tampa Bay Rays, Chicago White Sox och Los Angeles Angels of Anaheim vidare till slutspel som divisionssegrare och Boston Red Sox vidare som wild card; från National League gick Philadelphia Phillies, Chicago Cubs och Los Angeles Dodgers vidare till slutspel som divisionssegrare och Milwaukee Brewers vidare som wild card. I American League Central Division hamnade Minnesota Twins och Chicago White Sox på samma antal segrar efter säsongens slut. Därför spelades ett playoff för att avgöra vilket lag som skulle vinna divisionen och därmed gå till slutspel. Chicago White Sox vann playoff-spelet med 1-0 och gick vidare till Division Series.
Tre matcher under säsongen spelades aldrig, varav två i American League och en match i National League. En match mellan Florida Marlin och Washington Nationals i omgång 159 ställdes in på grund av regn; en match mellan Chicago Cubs och Houston Astros i den 150:e omgången ställdes in på grund av orkanen Ike; en match i omgång 152 mellan Oakland Athletics och Baltimore Orioles ställdes in på grund av regn. Dessa sex lag spelade således 161 matcher denna säsong (istället för 162).
| East Division     | V  | F  | %    |
| ----------------- | -- | -- | ---- |
| Tampa Bay Rays    | 97 | 65 | .599 |
| Boston Red Sox    | 95 | 67 | .586 |
| New York Yankees  | 89 | 73 | .549 |
| Toronto Blue Jays | 86 | 76 | .531 |
| Baltimore Orioles | 68 | 93 | .421 |

| Central Division   | V  | F  | %    |
| ------------------ | -- | -- | ---- |
| Chicago White Sox  | 88 | 74 | .543 |
| Minnesota Twins    | 88 | 74 | .543 |
| Cleveland Indians  | 81 | 81 | .500 |
| Kansas City Royals | 75 | 87 | .463 |
| Detroit Tigers     | 74 | 88 | .457 |

| West Division                 | V   | F   | %    |
| ----------------------------- | --- | --- | ---- |
| Los Angeles Angels of Anaheim | 100 | 62  | .617 |
| Texas Rangers                 | 79  | 83  | .488 |
| Oakland Athletics             | 75  | 86  | .466 |
| Seattle Mariners              | 61  | 101 | .377 |

| East Division         | V  | F   | %    |
| --------------------- | -- | --- | ---- |
| Philadelphia Phillies | 92 | 70  | .568 |
| New York Mets         | 89 | 73  | .549 |
| Florida Marlins       | 84 | 77  | .522 |
| Atlanta Braves        | 72 | 90  | .444 |
| Washington Nationals  | 59 | 102 | .366 |

| Central Division    | V  | F  | %    |
| ------------------- | -- | -- | ---- |
| Chicago Cubs        | 97 | 64 | .602 |
| Milwaukee Brewers   | 90 | 72 | .556 |
| Houston Astros      | 86 | 75 | .534 |
| St. Louis Cardinals | 86 | 76 | .531 |
| Cincinnati Reds     | 74 | 88 | .457 |
| Pittsburgh Pirates  | 67 | 95 | .414 |

| West Division        | V  | F  | %    |
| -------------------- | -- | -- | ---- |
| Los Angeles Dodgers  | 84 | 78 | .519 |
| Colorado Rockies     | 82 | 80 | .568 |
| San Francisco Giants | 74 | 88 | .457 |
| San Diego Padres     | 72 | 90 | .444 |
| Arizona Diamondbacks | 63 | 99 | .389 |

## Slutspel
Slutspelet bestod av tre omgångar, Division Series (DS), League Championship Series (LCS) och World Series (WS). De två första omgångarna spelades inom varje liga, så lagen inom American respektive National League mötte varandra i DS och LCS, vilket innebar att en vinnare av American League och National League korades. Dessa två möttes i World Series, som även var finalen. Till slut vann Tampa Bay Rays American League och Philadelphia Phillies vann National League. World Series vanns av Philadelphia Phillies efter seger i World Series med 4-1 i matcher.

### Division Series
- Los Angeles Angels of Anaheim – Boston Red Sox 1–3 i matcher
  - 1–4; 5–7; 5–4; 2–3
- Tampa Bay Rays – Chicago White Sox 3–1 i matcher
  - 6–4; 6–2; 3–5; 6–2
- Chicago Cubs – Los Angeles Dodgers 0–3 i matcher
  - 2–7; 3–10; 1–3
- Philadelphia Phillies – Milwaukee Brewers 3–1 i matcher
  - 3–1; 5–2; 1–4; 6–2

### League Championship Series
- Tampa Bay Rays – Boston Red Sox 4–3 i matcher
  - 0–2; 9–8; 9–1; 13–4; 7–8; 2–4; 3–1
- Philadelphia Phillies – Los Angeles Dodgers 4–1 i matcher
  - 3–2; 8–5; 2–7; 7–5; 5–1

### World Series
- Tampa Bay Rays – Philadelphia Phillies 1–4 i matcher
  - 2–3; 4–2; 4–5; 2–10; 3–4

## Källa
Den här artikeln är helt eller delvis baserad på material från engelskspråkiga Wikipedia.